# Tachikawa Ki-36
Tachikawa Ki-36 (яп. 立川 キ36, Армійський літак безпосередньої підтримки Тип 98) — серійний штурмовик Імперської армії Японії періоду Другої світової війни.
Кодова назва союзників — «Іда» (англ. Ida).

## Історія створення
У 1937 році командування ВПС Імперської армії Японії оголосило конкурс на створення одномоторного двомісного літака безпосередньої підтримки військ, який мав би високу швидкість та міг діяти з передових аеродромів. Особливу увагу в замовленні було приділено оглядовості з кабіни та маневреності літака на низьких висотах. Також за планом мало встановлюватись фото- і радіообладнання, в додачу до бомбвових кріплень з проптипіхотними бомбами.
У конкурсі взяли участь фірми Mitsubishi зі своїм проєктом Ki-35 та Tachikawa з літаком Ki-36. Конструктори Mitsubishi, зайняті іншими проєктами, не змогли запропонувати цікавих рішень, і замовлення на виготовлення прототипа було надане фірмі Tachikawa. Роботами керував Рекічі Ендо.
Це був суцільнометалевий низькоплан з тканинною обшивкою, з шасі, що не складалось. Літак був максимально полегшений та мав крило великої площі. Для підвищення чутливості керування площа рулів була максимально можливою. Незважаючи на те, що кабіна була розміщена над крилом, хороша оглядовість забезпечувалась стріловидністю консолей, а також скляним отвором у підлозі кабіни.
Літак був оснащений двигуном Hitachi Ha-13 потужністю 450 к.с. Озброєння складалось з двох 7,7-мм кулеметів «Тип 89», один з яких монтувався над крилом, а інший розміщувався в кабіні стрільця-спостерігача і був призначений для стрільби назад. На вузлах зовнішньої підвіски можна було підвішувати до 10 осколкових бомб масою від 12,5 до 15 кг.
Льотні випробування у 1938 році пройшли успішно. Літак показав хороші злітно-посадкові характеристики та непогану керованість. Був виявлений невеликий недолік - зрив потоку на закінцівках крила. Щоб його усунути, на другому прототипі були встановлені щілинні передкрилки. Також був встановлений двигун Hitachi Ha-13a потужністю 510 к.с. У такому варіанті літак був прийнятий на озброєння під назвою «Армійський літак безпосередньої підтримки Тип 98» (або Ki-36).
У 1938 році випуск літаків здійснювався на заводах фірми Tachikawa. У 1940 році до виробництва підключилась фірма Kawasaki. Всього до січня 1944 року було випущено 1334 літаки, з них 872 - фірмою Tachikawa та 472 - Kawasaki.
Легкість керування та висока надійність робили Ki-36 ідеальною машиною для підготовки пілотів. Для цього був розроблений навчальний варіант літака Tachikawa Ki-55.
Також був розроблений вдосконалений варіант літака з шасі, що складалось, який був оснащений двигуном Hitachi Ha-38 потужністю 600 к.с. Він отримав позначення Ki-72, але в серію запущений не був.

## Тактико-технічні характеристики

### Технічні характеристики
- Екіпаж: 2 чоловіка
- Довжина: 8,00 м
- Висота: 3,64 м
- Розмах крила: 11,80 м
- Площа крила: 20,00 м ²
- Маса порожнього: 1 247 кг
- Маса спорядженого: 1 660 кг
- Навантаження на крило: 83 кг/м ²
- Двигун: 1 х Hitachi Army Type 98 Ha-13a
- Потужність: 510 к. с.
- Питома потужність: 3,3 кг/к.с.

### Льотні характеристики
- Крейсерська швидкість: 236 км/г
- Максимальна швидкість: 348 км/г
- Практична дальність: 1 235 км
- Практична стеля: 8 150 м
- Швидкість підйому: на 3 000 м. за 6 хв. 39 с.

### Озброєння
- Кулеметне: 2 × 7,7-мм кулемети «Тип 89»
- Бомбове навантаження:
  - 10 x 12.5 кг бомб
  - 10 x 15 кг бомб
  - В якості камікадзе - 250 (500) кг. бомба

## Модифікації
- Ki-36 - серійна версія
- Ki-55 - двомісний навчальний літак
- Ki-72 - проєкт літака з двигуном Hitachi Ha-38 потужністю 600 к.с. (не реалізований)

## Історія використання
Літаки Ki-36 вперше були використані в Китаї, де показали чудові результати. Діючи з малих передових аеродромів, вони завоювали прихильність піхотних командирів та вносили значний внесок у хід бойових дій. 
З початком війни на Тихому океані Ki-36 діяли в основному в Південно-Східній Азії, де вони зазвичай літали без прикриття винищувачів. Це вважалось досить безпечно, оскільки на висотах 200 м літаки Ki-36 були маловразливі для винищувачів. Літаки Ki-36 рали участь у нальоті на Гонконг 8 грудня 1941 року, в Малайській операції під час штурму Сінгапура, в Філіппінській операції . Під час наступу на Рангун в Бірманській операції Ki-36 використовувались досить активно, проявивши себе дуже корисними літаками для штурмовки цілей у джунглях. В умовах густої тропічної рослинності Ki-36 виконували роль мобільної артилерії.
Окремі Ki-36 часто використовувались як командирські та зв'язкові літаки та включались також до складу винищувальних підрозділів. Проте з появою в союзників нових винищувачів, тихохідні та слабо захищені Ki-36 стали нести значні втрати і з 1943 року використовувались в основному в Китаї, де була менша імовірність зустрічі із сучасними винищувачами.
На завершальному етапі війни Ki-36 використовувались для атак камікадзе. У свій останній політ вони брали 250-кг або 500-кг бомбу.
Літаки Ki-36 постачались також у Таїланд. 
У травні 1941 року один Ki-36 був придбаний газетою Асахі Сімбун. Він отримав цивільний реєстраційний номер J-BAAR, успішно пережив війну і був списаний тільки у 1947 році.
Як мінімум три покинуті на Яві літаки Ki-36 використовувались індонезійськими повстанцями проти голландських військ.

## Оператори
Японська імперія
- ВПС Імператорської армії Японії
  - 24-ий авіазагін ВПС
  - 44-ий авіазагін ВПС
  - 17-а окрема рота ВПС
  - 44-а окрема рота ВПС
  - 45-а окрема рота ВПС
  - 66-а окрема рота ВПС
  - 74-а окрема рота ВПС
  - 7-а група підтримки наземних військ
  - 8-а група підтримки наземних військ

 Індонезія
- Національна армія Індонезії

 Франція
- Повітряні сили Франції

 Таїланд
- Повітряні сили Таїланду